# Yoichi Takata
Yoichi Takata (jap. 高田与市 Takata Yoichi; ur. 1908 w Toyoharze, zm. ?) – japoński skoczek narciarski. Olimpijczyk z 1932.
Znalazł się w składzie reprezentacji Japonii na Zimowe Igrzyska Olimpijskie 1932 w Lake Placid. W konkursie skoczków narciarskich, po skokach na odległość 37,5 oraz 57 metrów zajął 31. pozycję, a spośród wszystkich sklasyfikowanych zawodników tylko jego rodak Katsumi Yamada uzyskał gorszy rezultat punktowy. W drugiej serii Takata doznał upadku i otrzymał najniższą notę za styl spośród wszystkich oddanych w tych zawodach skoków.

## Zimowe igrzyska olimpijskie

### Indywidualnie
| 1932 Lake Placid | – | 31. miejsce |